# شیرجه در المپیک تابستانی ۱۹۱۲
شیرجه در بازی‌های المپیک تابستانی ۱۹۱۲ نام رویداد ورزش شیرجه در بازی‌های المپیک تابستانی بود که در سال ۱۹۱۲ برگزار شد.

## جدول مدال‌ها
| رتبه  | کشور           | طلا | نقره | برنز | مجموع |
| ۱     | سوئد           | ۳   | ۲    | ۲    | ۷     |
| ۲     | آلمان          | ۱   | ۲    | ۱    | ۴     |
| ۳     | بریتانیای کبیر | ۰   | ۰    | ۱    | ۱     |
|       |                |     |      |      |       |
| مجموع | مجموع          | ۴   | ۴    | ۴    | ۱۲    |

## کشورهای شرکت کننده
- اتریش (۱) (مردان:۰ زنان:۱)
- کانادا (۲) (مردان:۲ زنان:۰)
- فنلاند (۶) (مردان:۶ زنان:۰)
- آلمان (۴) (مردان:۴ زنان:۰)
- بریتانیای کبیر (۳) (مردان:۲ زنان:۱)
- ایتالیا (۱) (مردان:۱ زنان:۰)
- نروژ (۳) (مردان:۳ زنان:۰)
- روسیه (۱) (مردان:۱ زنان:۰)
- سوئد (۳۴) (مردان:۲۲ زنان:۱۲)
- ایالات متحده آمریکا (۲) (مردان:۲ زنان:۰)